# Гонсалес, Адриан Эрнан
Адриа́н Эрна́н Гонса́лес (исп. Adrián Hernán González; род. 20 ноября 1976, Авельянеда, Буэнос-Айрес) — аргентинский футболист, выступавший на позиции правого защитника и правого полузащитника.

## Карьера
Гонсалес начал профессиональную карьеру в клубе Третьего дивизиона «Эль Порвенир» в 1995 году. В 1998—2001 годах, а также в 2004—2009 годах выступал за «Сан-Лоренсо де Альмагро». В последние годы был капитаном команды и в этом статусе выиграл с «красно-синими» в 2007 году второй титул чемпиона Аргентины.
В 2009 получил приглашение от бразильского чемпиона «Сан-Паулу», у которого возникли проблемы с линией защиты. Однако в Бразилии у Адриана карьера не сложилась. За год (с июля 2009 по июнь 2010) он сумел сыграть всего лишь в девяти матчах. По возвращении в Аргентину Адриан всего за полгода в рамках Апертуры 2010 сыграл в 12 встречах. В составе «Арсенала» в 2012 году Гонсалес в третий раз стал чемпионом Аргентины, причём это был первый чемпионский титул в истории клуба.
Гонсалес завершил карьеру футболиста по окончании сезона 2012/13. В настоящий момент входит в тренерский штаб клуба «Банфилд».

## Достижения
- Чемпион Аргентины (3): 2001 (Клаусура), 2007 (К), 2012 (К)
- Чемпион Примеры B Метрополитана: 1998